# Against the Wall (serie de televisión)
Against the Wall es una serie de televisión de drama policial estadounidense creada por Annie Brunner. La serie está protagonizada por Rachael Carpani como Abby Kowalski, una detective de policía que recientemente se unió a la división de Asuntos Internos del Departamento de Policía de Chicago.
La serie fue transmitida en Estados Unidos por el canal de cable Lifetime, y es una producción de Universal Cable Productions . Se estrenó el 31 de julio de 2011, siguiendo a Drop Dead Diva.
En diciembre de 2011 después de una sola temporada, Lifetime decidió cancelar el programa.

## Trama
La serie sigue a Abby Kowalski, una veterana de cinco años en el Departamento de Policía de Chicago , quien para perseguir la carrera de sus sueños como detective toma la única vacante disponible; en la División de Asuntos Internos. La decisión de Abby de unirse a la división de asuntos internos del departamento la pone en desacuerdo con miembros de su propia familia, ellos mismos miembros del Departamento de Policía de Chicago. Ahora Abby debe encontrar la manera de hacer su trabajo como detective de DIA sin destrozar a su familia.

## Reparto y personajes

### Personajes principales
- Rachael Carpani como Abby Kowalski: oficial de policía de Chicago de cuarta generación[4]  cuyo padre y tres hermanos mayores también son miembros del CPD. Ella toma una vacante en la División de Asuntos Internos del departamento como detective y está involucrada en dos relaciones al mismo tiempo, una con el socio de su hermano Richie, John Brody, y la otra con Danny Mitchell.
- Andrew W. Walker , como John Brody "Brody": oficial de policía de Chicago, es socio de Richie Kowalski y tiene una relación con Abby.
- Marisa Ramirez como Lina Flores: una detective de la policía de Chicago asignada como socia de Abby en la División de Asuntos Internos. Está casada con un compañero policía y tiene tres hijos, incluidos dos gemelos. En el final de la primera temporada, da a luz a una niña, a quien Abby da a luz en un ascensor, y la llama Carlina.
- Brandon Quinn como Richie Kowalski: un oficial de policía de Chicago en la Oficina de Patrulla y el hermano mayor menor de Abby.[5]  Richie es el más cercano a Abby ya que son los más jóvenes de la familia. Richie está casado con una mujer llamada Laura y están esperando un bebé.
- Kathy Baker como Sheila Kowalski: esposa de Don Kowalski y madre de Abby, Richie, Donnie y Steve Kowalski. Cerca del final de la primera temporada, abre su propia panadería y contrata a ex convictos como su personal.
- Mayko Nguyen como Mackie Phan: la mejor amiga y vecina de Abby Kowalski. Ayudó a la madre de Abby a abrir su propia panadería.

Chris Johnson como Danny Mitchell: un viejo amigo de Abby que solía trabajar en la oficina del fiscal del estado . Más tarde se involucra con Abby y compite con Brody para ganarse su corazón.
Trate a Williams como Don Kowalski: un sargento de policía de Chicago en la Oficina de Patrulla. Es un policía de tercera generación y está casado con Sheila Kowalski. Es el padre adoptivo de Donnie y padre de Steve, Richie y Abby.

### Personajes secundarios
- Daniel Kash como el teniente Papadol: un teniente de policía de Chicago . Es el oficial superior de Abby Kowalski en la División de Asuntos Internos. Proviene de Toronto, Canadá y se le puede ver con una taza de Tim Hortons en su escritorio.
- James Thomas como Donnie Kowalski: un oficial de policía de Chicago y el hermano mayor de Abby Kowalski.[6][7] Fue engendrado por un hombre llamado "Speedo" con Sheila, antes de que ella conociera a Don Kowalski, quien posteriormente lo adoptó.[6] Prueba para[6] y se transfiere al equipo SWAT de la policía de Chicago.[8] Donnie se ha divorciado recientemente y se ha interesado por el mejor amigo de Abby, Mackie.
- Steve Byers como Steve Kowalski: un oficial de policía de Chicago en la Oficina de Patrulla y el hermano mayor del medio de Abby Kowalski.[9]  Steve está casado y tiene dos niñas pequeñas.
- Chris Mulkey como Carl Scott: un detective de la policía de Chicago asignado a la División de Asuntos Internos. Él es el oficial investigador del caso de disparos en el que participó un oficial que involucra a Richie Kowalski.

## Producción
El 23 de junio de 2010, Lifetime realizó un pedido piloto de Against the Wall. Annie Brunner escribió el piloto, Dean Parisot se adjuntó al proyecto como director, con Nancy Miller como productora ejecutiva y Annie Brunner como productora supervisora. Sin embargo, Dean Parisot se vio obligado a dejar de dirigir al piloto debido a la muerte de su esposa; fue reemplazado por Michael Fresco.
Los anuncios de casting comenzaron en septiembre de 2010, con Rachael Carpani como la primera en ser elegida. Carpani fue elegida como Abby Kowalski, "una mujer policía que provoca una ruptura con sus tres hermanos policías cuando decide unirse a la División de Asuntos Internos del departamento". El siguiente en unirse a la serie fue Treat Williams como Don Kowalski, el padre de Abby, "un policía de carrera de Chicago de la vieja escuela que es rudo pero tiene una verdadera debilidad por su única hija" hasta que ella le cuenta de su nueva trabajo.  Kathy Baker fue la siguiente en ser elegida como Sheila Kowalski, la madre de Abby, la esposa de un policía de Chicago.  Marisa Ramírez , Brandon Quinn y Chris Johnson, fueron los últimos actores en ser elegidos, con Ramírez interpretando a Lina Flores, la nueva socia de Abby en Asuntos Internos, Quinn interpretando a Richie Kowalski, el hermano menor de Abby, un oficial de patrulla de Chicago, y Johnson interpretando a Danny Mitchell, el viejo amigo de Abby, que también es un abogado.
La cadena dio luz verde a la serie el 7 de febrero de 2011, con una orden de 13 episodios de una hora.  La serie es producida por Universal Cable Productions.

## Recepción

### Recepción de la crítica
Against the Wall ha recibido críticas mixtas o promedio, obteniendo una puntuación de 59 en Metacritic. El New York Daily News dijo sobre la serie: "El nuevo Against the Wall de Lifetime resulta ser un drama de primer nivel. De hecho, es uno de los mejores programas nuevos del año. Los Angeles Times dio una crítica positiva: "Hay mucho aquí que sugiere que, si todos se relajan un poco, vendrán cosas buenas". The Hollywood Reporter también le dio al piloto una crítica positiva:
The Hollywood Reporter also gave the pilot a positive review:
Pero sobre todo Against the Wall es una sorpresa agradable, siendo Carpani una sorpresa mucho mayor. Si Against the Wall puede hacer que sus partes dispares funcionen, será mucho más intrigante que una serie de procedimientos de red. Y en el juego del cable, eso ya es una victoria.

### Calificaciones
El episodio piloto se estrenó con 1,8 millones de espectadores en total, con 0,9 millones  de espectadores en el grupo demográfico de 18 a 49 años y 0,6 millones en el grupo demográfico de 25 a 54 años.
| Temporada | Inicio de temporada | Inicio de temporada             | Inicio de temporada | Final de temporada    | Final de temporada              | Final de temporada |
| Temporada | Fecha               | Vista de personas (en millones) | Vistas 18–49        | Fecha                 | Vista de personas (en millones) | Vistas 18–49       |
| 1         | 31 de julio de 2011 | 1.78                            | 0.9                 | 23 de octubre de 2011 | 1.47                            | 0.4                |
| --------- | ------------------- | ------------------------------- | ------------------- | --------------------- | ------------------------------- | ------------------ |